# 6e Leger (Verenigde Staten)

Insigne van het Amerikaanse 6e Leger

Het Amerikaanse Zesde Leger (Engels: Sixth United States Army) is een leger van de United States Army tijdens de Tweede Wereldoorlog, die momenteel nu bekendstaat als de United States Army South.

## Geschiedenis
Het Zesde Leger werd in januari 1943 onder bevel van luitenant-generaal Walter Krueger opgericht. Ze nam voor het eerst deel aan Operatie Carthweel, de omsingeling van de Japanse basis Rabaul. Aan het einde van Operatie Carthweel werd het Zesde Leger samen met Australische en andere Amerikaanse eenheden  samengebracht aan de noordkust van Nieuw-Guinea.   
In september 1944 werd het Zesde Leger op Nieuw-Guinea vervangen door het Amerikaanse Achtste Leger en nam in oktober deel aan Slag om Leyte. In december 1944 namen ze deel als voorbode van de invasie van Luzon deel aan de invasie van het eiland Mindoro. In januari 1945 nam het Zesde Leger deel aan de Slag om de Golf van Lingayen. Het Zesde Leger was samen met het Achtste Leger tussen februari en maart 1945 betrokken bij de Slag om Manila. Het Zesde Leger uiteindigde de oorlog in Noord-Luzon. 
Na de Tweede Wereldoorlog maakte het Zesde Leger onderdeel uit van de Amerikaanse bezettingsmacht in Japan. Na de terugkeer in de Verenigde Staten werden het hoofdkwartier gehuisvest in de Presidio van San Francisco. Het Zesde Leger werd verantwoordelijk voor training van legereenheden. In juni 1995 werd het Zesde Leger ontbonden.   
In 2007 werd het Zesde Leger onder de naam United States Army South nieuw leven ingeblazen met het hoofdkwartier in Fort Sam Houston in Texas. 